# Snowboarding na Zimowym Olimpijskim Festiwalu Młodzieży Europy 2009
Snowboarding na Zimowym Olimpijskim Festiwalu Młodzieży Europy 2009 – zawody w snowboardingu, które odbyły się w dniach 18-20 lutego 2009 roku w polskim Szczyrku. Rozegrane zostały po dwie konkurencje dla kobiet i mężczyzn: snowcross i gigant równoległy.

## Medaliści
| Konkurencja       | Złoto             | Srebro            | Brąz         | Źródło |
| Dziewczęta        |                   |                   |              |        |
| Snowcross         | Sabine Schöffmann | Julia Hennecke    | Maëva Martin | [ 1 ]  |
| Gigant równoległy | Julie Zogg        | Sabine Schöffmann | Ladina Jenny | [ 2 ]  |
| Chłopcy           |                   |                   |              |        |
| Snowcross         | Nikita Kowalenko  | Martin Nörl       | Max Widnig   | [ 3 ]  |
| Gigant równoległy | Julian Lüftner    | Max Widnig        | Silvan Flepp | [ 4 ]  |

## Klasyfikacja medalowa
| Miejsce | Państwo    |   |   |   | Razem |
| ------- | ---------- | - | - | - | ----- |
| 1.      | Austria    | 2 | 2 | 1 | 5     |
| 2.      | Szwajcaria | 1 | 0 | 2 | 3     |
| 3.      | Rosja      | 1 | 0 | 0 | 1     |
| 4.      | Niemcy     | 0 | 2 | 0 | 2     |
| 5.      | Francja    | 0 | 0 | 1 | 1     |